# Boliviano

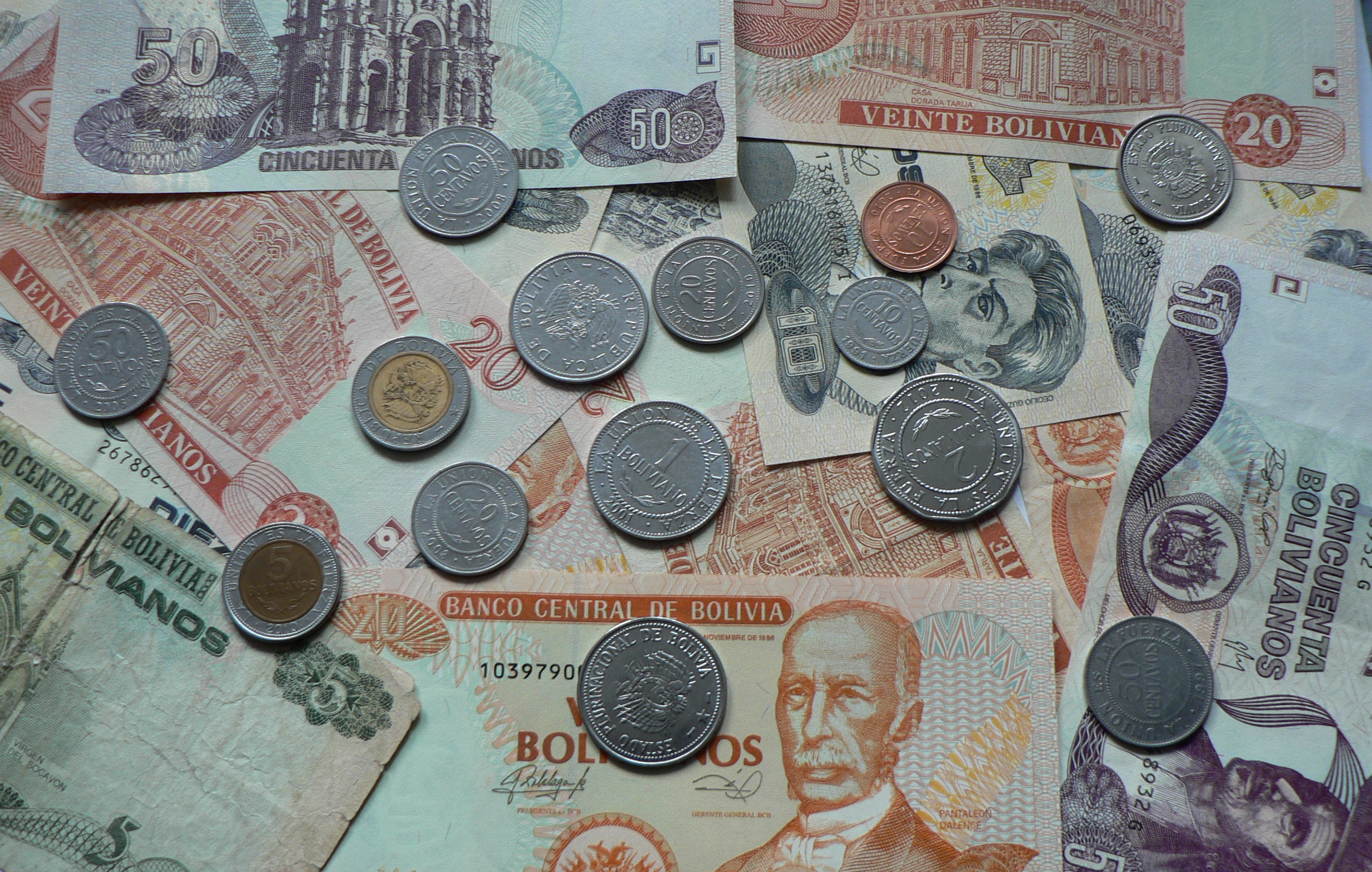
Münzen der aktuellen bolivianischen Währung und ab 2018 durch eine neue Serie ersetzte Banknoten

Der Boliviano (Abkürzung: Bs) ist die Währung Boliviens.
Ein Boliviano ist in 100 Centavos (Abkürzung c.) unterteilt.

## Münzen und Banknoten
Im Umlauf sind Banknoten zu 10, 20, 50, 100 und 200 Bolivianos, sowie Münzen zu 10, 20, 50 Centavos, 1, 2 und 5 Bolivianos.
Die früher vorhandenen Münzen zu 2 und 5 Centavos werden nicht mehr geprägt und sind aus dem Geldumlauf verschwunden; insbesondere die 2-Centavos-Münzen haben inzwischen Sammlerwert. Es gab ursprünglich auch Scheine zu 2 und zu 5 Bolivianos, die aber später durch Münzen ersetzt wurden.
Die Münzen bestehen aus rostfreiem Stahl, die neueren 10-Centavos-Münzen haben einen Überzug aus Kupfer; die 5-Bolivianos-Münze ist aus zwei Metallen, außen aus Stahl, in der Mitte aus Bronze. Es sind zwei verschieden große 2-Bolivianos-Münzen im Umlauf (eine ältere und eine neuere Version). Die 2-Bolivianos-Münze ist nicht rund, sondern hat elf Ecken.
Von den republikanischen Banknoten sind nebeneinander ältere und neuere Serien im Umlauf, die sich in den Sicherheitsmerkmalen und der Farbgestaltung jeweils leicht unterscheiden. Der Sicherheitsstandard kann seit der Serie I als sehr hoch bezeichnet werden. Ab einem Wert von 50 Bolivianos haben sie 8 unterschiedliche Merkmale zur Erschwerung von Fälschungen. Seit der Serie J wurden auch die kleineren Scheine auf diesen Stand gebracht, zuvor kamen sie mit 6 Merkmalen aus. Die seit 2018 schrittweise eingeführten Banknoten mit plurinationalen Motiven verfügen über zusätzliche Merkmale, darunter Elemente mit schillernder Spezialtinte.
Die bolivianische Zentralbank ließ die Münzen und Scheine von verschiedenen Münzprägeanstalten herstellen, so unter anderem von der spanischen Fábrica Nacional de Moneda y Timbre in Madrid, von der Royal Canadian Mint in Kanada und von der Casa Real de Chile in Santiago.
Nach der Verfassungsänderung von 2009 werden die Münzen seit 2010 mit der neuen Staatsbezeichnung „Estado Plurinacional de Bolivia“ geprägt, die zu 50 Centavos bereits seit 2009. Diese werden alle in Santiago de Chile hergestellt und zirkulieren parallel zu denen mit der alten Staatsbezeichnung „República de Bolivia“.
Bezüglich der Motivauswahl ist bei den Münzen eine relativ einheitliche Gestaltung erkennbar: Die Vorderseite nennt zentral den Betrag und umlaufend den Wahlspruch „La Union es la Fuerza“ („Die Einheit ist die Stärke“). Die Rückseite ziert zentral das Staatswappen und umlaufend die Staatsbezeichnung. Erstmals wurden 2017 Umlaufgedenkmünzen ausgegeben: die Münzen mit dem Wert von 2 Bolivianos zeigen Motive, die mit dem von Bolivien verlorenen Salpeterkrieg in Verbindung stehen (Eduardo Avaroa, Hafen von Cobija, Batallón Colorados, Genoveva Ríos) und an die aus bolivianischer Sicht ungelöste Frage bezüglich eines souveränen Zuganges zum Pazifik erinnern.
Vielfältiger sind die aufwendig gestalteten Noten. Die 2018/2019 eingeführte Serie ist die erste des plurinationalen Staates. Die Motive sollen das Einheimische betonen und die drei geographischen Hauptregionen Altiplano, Andentäler/Voranden und Tiefland (Gran Chaco/Amazonasbecken) in Flora und Fauna sowie bezüglich der dargestellten Persönlichkeiten gleichmäßig berücksichtigen.

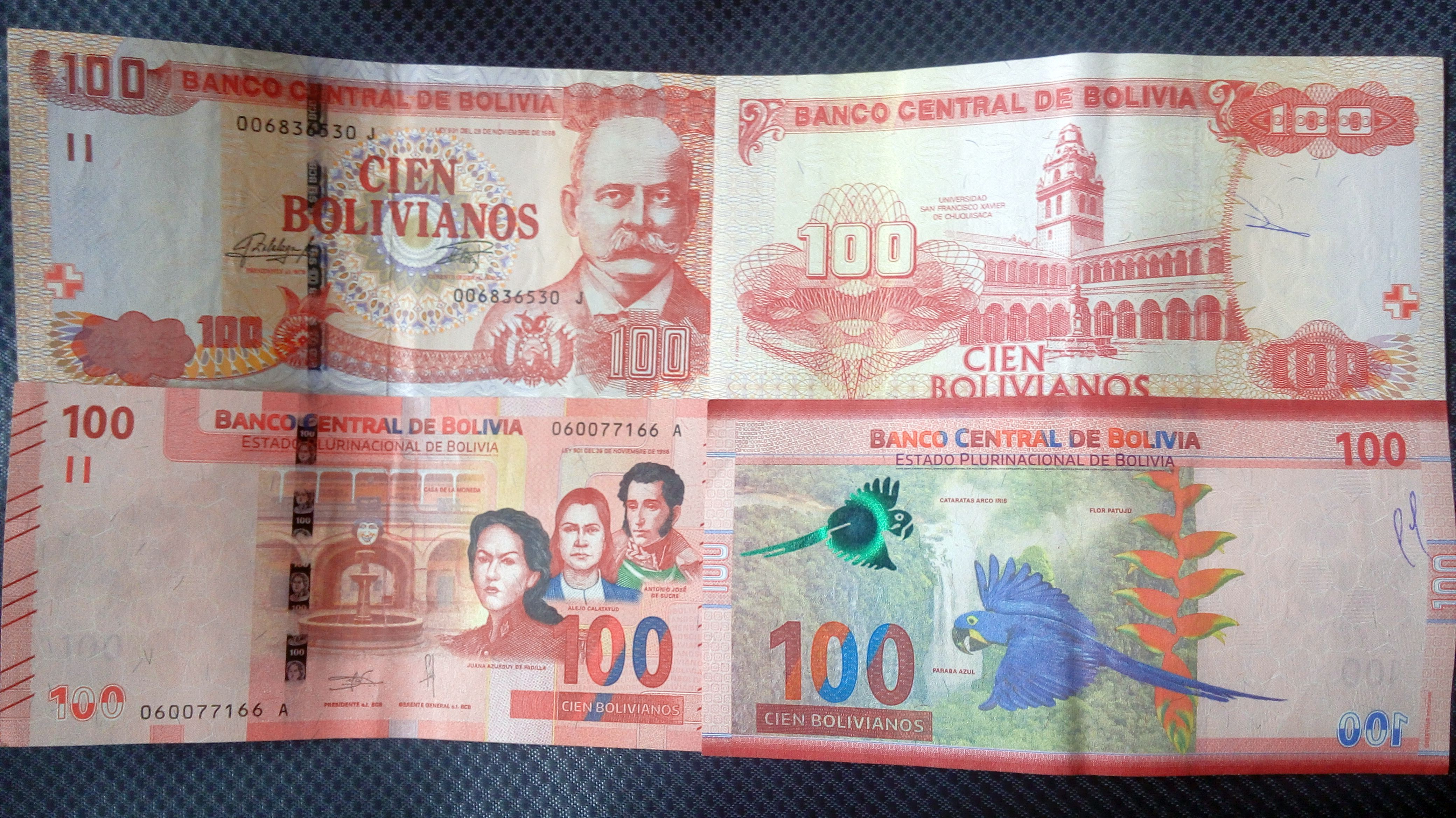
Republikanische (oben) und plurinationale (unten) 100-Bs-Scheine im Vergleich

| Wert | Vorderseite | Rückseite |
| ---- | --- | --- |
| 200  | Simón Bolívar, Bartolina Sisa (indigene Widerstandskämpferin), Tupaq Katari (indigener Widerstandskämpfer), Casa de la Libertad in Sucre                                                                                           | Tiwanaku, Kantuta, Bergkatze                                                                                                 |
| 100  | Antonio José de Sucre, Alejo Calatayud (Widerstandskämpfer, Cochabamba), Juana Azurduy de Padilla (Widerstandskämpferin, Chuquisaca) sowie Casa de la Moneda in Potosí                                                             | Cataratas Arco Iris im Nationalpark Noel Kempff Mercado, Patujú-Blüte (Heliconia rostrata), Blaulatzara (Papagei)            |
| 50   | Pablo Zárate Willka (indigener Anführer aus La Paz), José Manuel Baca „Cañoto“ (Widerstandskämpfer, Santa Cruz), Bruno Racua (Soldat aus dem Volk der Tacana) sowie Incallaqta                                                     | Nevado Sajama, Quinoa Real, Andenflamingo                                                                                    |
| 20   | Genoveva Ríos (Mädchen, das die Flagge Boliviens im Departamento Litoral rettete), Tomás Katari (indigener Anführer aus Potosí), Pedro Ignacio Muiba (Nationalheld des Volkes der Mojeño-Trinitario) sowie die Fuerte de Samaipata | Laguna Bay (im Naturschutzgebiet beim Río Manuripi), Schwarzer Kaiman, Toborochi-Baum (aus der Familie der Wollbaumgewächse) |
| 10   | José Santos Vargas (Widerstandskämpfer, Oruro), Apiaguaiki Tüpa (Chiriguano), Eustaquio Méndez „Moto“ (Widerstandskämpfer, Tarija) sowie die Grotte von Umajalanta im Nationalpark Torotoro                                        | Riesenkolibri, Isla del Pescado, Riesenbromelie                                                                              |

| Wert | Vorderseite                                                                                        | Rückseite                                            |
| ---- | -------------------------------------------------------------------------------------------------- | ---------------------------------------------------- |
| 200  | Tiwanaku                                                                                           | Franz Tamayo Solares (Intellektueller, 1879–1956)    |
| 100  | Universidad de San Francisco Xavier de Chuquisaca, die älteste Universität Boliviens in Sucre      | Gabriel René Moreno (Historiker, 1836–1908)          |
| 50   | Torre de la Compañía in Potosí, bedeutendstes religiöses Gebäude Boliviens aus dem 18. Jahrhundert | Melchor Pérez de Holguin (Maler, 1660–1732)          |
| 20   | Der Stadtpalast Casa Dorada in Tarija                                                              | Pantaleón Dalence (Jurist, 1815–1892)                |
| 10   | Panorama von Cochabamba mit den Heroínas de la Coronilla                                           | Cecilio Guzmán de Rojas (indigener Maler, 1899–1950) |

## Geschichte

Banknote zu 10.000 Pesos bolivianos von 1984

„Boliviano“ war bereits von 1864 bis 1962 der Name der bolivianischen Währung, ehe sie am 1. Januar 1963 durch den Peso boliviano, den Bolivianischen Peso (Abkürzung $b), abgelöst wurde. Der Umtauschkurs betrug 1 Peso boliviano = 1000 Boliviano. Der heutige Boliviano wurde am 1. Januar 1987 eingeführt und ersetzte den Peso boliviano, der infolge hoher Inflation beinahe wertlos geworden war. Der Umtauschkurs betrug 1 Bs = 1 Million Pesos. In der Umgangssprache wird der Boliviano gelegentlich noch Peso genannt, insbesondere bei Kleinbeträgen und einzelnen Münzen.

## Verhältnis zum Dollar
Nach seiner Einführung 1987 betrug der Wechselkurs des Boliviano gegenüber dem US-Dollar etwa 1:1, er verlor jedoch zunächst beständig an Wert. Ab Mitte der 1990er-Jahre etablierte sich der vergleichsweise wertbeständige Dollar in Bolivien immer mehr und erreichte den Status einer faktischen Zweitwährung, war aber nie offizielles Zahlungsmittel.
Zur Stärkung des Boliviano als Zahlungsmittel wurde am 1. Juli 2004 eine zunächst auf zwei Jahre befristete Steuer von zunächst 0,3 % (ab dem 1. Juli 2005: 0,25 %) auf rein inländische Dollar-Transfers mit einem Werte über US$ 1.000 eingeführt (Impuesto a las Transacciones Financieras - Abkürzung: ITF). Tatsächlich hat sich der Wechselkurs des Boliviano gegenüber dem Dollar seit der Einführung der Steuer deutlich stabilisiert (beständig zunächst ca. (8:1), seit 2009 ca. (7:1)). Die Steuer wurde daher 2006 vorerst um weitere drei Jahre bis Juli 2009 verlängert, der Steuersatz wurde auf 0,15 % gesenkt (Gesetz Nr. 3446 vom 21. Juli 2006). In der Folge wurde der Satz dauerhaft festgelegt. Seit Januar 2016 gilt ein erhöhter Satz von 0,20 %.
Die Minderung der Bedeutung des Dollars im Bereich der Kredite und Spareinlagen ist ein klares Ziel der Regierung Morales. Die so genannte Desdolarización Financiera hat beachtliche Erfolge vorzuweisen. Während in den 1990er-Jahren der Anteil des Dollars bei rund 90 % lag, sind es seit 2010 weniger als 50 % und heute (Stand 2015) unter 20 %. Zu den weiteren Faktoren neben der erwähnten Transaktionssteuer können eine Erhöhung der Wechselkursspanne, der Aufwertungstrend des Bolivianos, die höheren Zinsen für Spareinlagen in einheimischer Währung und die niedrige Inflationsrate genannt werden. Seit Jahren bewegt sich der Kurs in einer engen Spanne von 6,70 bis 6,95 Bolivianos pro US-Dollar.
Da der größte Boliviano-Schein allerdings nur einen Gegenwert von etwa 25 Dollar besitzt, werden Käufe von größeren Anschaffungen wie Fahrzeugen oder Grundstücken weiterhin bevorzugt mit Dollarnoten abgewickelt.

## Unidad de Fomento de la Vivienda
Eine weitere wichtige Verrechnungseinheit in Bolivien wird durch die 2001 eingeführte Unidad de Fomento de la Vivienda (UFV) gebildet. Sie wurde zum 7. Dezember 2001 auf 1 normiert und seither von der Zentralbank täglich entsprechend der festgestellten Teuerungsrate (Inflation) neu berechnet. Der UFV spielt eine wichtige Rolle bei der Finanzierung von Wohnraum und wird für zahlreiche Gebühren bei Behördengängen verwendet. Ein Vorteil ist, dass Gebührentabellen über lange Zeit ohne Anpassungen durch Regierung und Gesetzgebung stabil bleiben können.
Zum 18. März 2019 wurde der Kurs auf 2,29773 Bs. festgelegt.